# Tasos Wenetis
Anastasios (Tasos) Wenetis, gr. Αναστάσιος (Τάσος) Βενέτης (ur. 24 marca 1980 w Larisie) – grecki piłkarz występujący na pozycji pomocnika. Obecnie jest zawodnikiem Kerkiry Korfu.

## Kariera
Wenetis zawodową karierę rozpoczynał w 1997 roku w drugoligowym klubie AE Larisa. W 1999 roku trafił do szkockiego Dundee United. W Scottish Premier League zadebiutował 5 grudnia 1999 w przegranym 0:3 meczu z Hearts. 20 maja 2001 w wygranym 2:1 spotkaniu z Aberdeen strzelił pierwszego gola w trakcie gry w Scottish Premier League. W Dundee Wenetis spędził 3,5 roku.
W styczniu 2003 roku odszedł do Ross County, grającego w First Division. Latem 2003 roku powrócił do Grecji, gdzie został graczem pierwszoligowego Akratitosu. W pierwszej lidze greckiej zadebiutował 21 września 2003 w przegranym 0:2 meczu z Aigaleo Ateny. W 2004 roku spadł z klubem do drugiej ligi. W Akratitosie spędził jeszcze rok.
W 2005 roku podpisał kontrakt z pierwszoligową Kallitheą. Pierwszy ligowy mecz w jej barwach zaliczył 27 sierpnia 2005 przeciwko Aigaleo Ateny (1:1). 18 grudnia 2005 w przegranym 2:3 spotkaniu z Halkidoną strzelił pierwszego gola w trakcie gry w greckiej ekstraklasie. W 2006 roku spadł z zespołem do drugiej ligi. Wówczas odszedł z klubu.
Latem 2006 Wenetis powrócił do Larisy, w której rozpoczynał zawodową karierę. Tym razem grał w niej przez dwa lata. W 2008 roku został graczem OFI Krety, również grającej w ekstraklasie. W 2009 roku spadł z nią do drugiej ligi. Wtedy przeszedł do innego drugoligowego zespołu – Kerkiry Korfu.